# 细叶小檗
细叶小檗（学名：Berberis poiretii）是小檗科小檗属的植物。分布于俄罗斯、朝鲜、蒙古以及中国大陆的吉林、山西、河北、青海、内蒙古、辽宁、陕西等地，生长于海拔600米至2,300米的地区，常生于砾质地、山地灌丛、草原化荒漠、山沟河岸或林下，目前尚未由人工引种栽培。

## 异名
- Berberis poiretii Schneid. var. biseminalis P. Y. Li

## 外部連結
- 細葉小檗, Xiyexiaobo （页面存档备份，存于） 藥用植物圖像數據庫 (香港浸會大學中醫藥學院) （繁體中文）（英文）